# Лісосіка
Лісосіка — ділянка лісу, відведена для вирубування дерев, рубками головного користування, рубками догляду, лісовідновними рубками, та санітарними рубками, лісосіка обмежена візирами, стовпами і т. д.
Розрахункова лісосіка — щорічна науково обґрунтована норма заготівлі деревини в порядку рубок головного користування, яка затверджується для кожного власника, постійного користувача лісів окремо за групами порід, виходячи з принципів безперервності та невиснажливості використання лісових ресурсів.